# Aspidium tomentosum
Aspidium tomentosum là một loài dương xỉ trong họ Tectariaceae. Loài này được Willd. mô tả khoa học đầu tiên năm 1810.
Danh pháp khoa học của loài này chưa được làm sáng tỏ. 